# Norellisoma flavostriatum
Norellisoma flavostriatum är en tvåvingeart som beskrevs av Ozerov 2008. Norellisoma flavostriatum ingår i släktet Norellisoma och familjen kolvflugor. Inga underarter finns listade i Catalogue of Life.